# Julius Morkūnas
Julius Morkūnas (* 1978) ist ein litauischer Verwaltungsjurist und Politiker, Vizeminister im Kabinett von Premierminister Algirdas Butkevičius.

## Leben
Nach dem Abitur 1996 an der 49. Mittelschule Kaunas studierte Morkūnas von 1996 bis 1997 an der Lietuvos policijos akademija. Von 1997 bis 1998 war er Polizist  der litauischen Polizei in der Stadtgemeinde Kaunas. Von 1998 bis 2002 absolvierte er das Bachelor- und 2002 das Masterstudium der Rechtswissenschaft an der Lietuvos teisės universitetas in Vilnius. 
2002–2003 arbeitete Morkūnas  bei Valstybės sienos apsaugos tarnyba in Pavoverė in der Rajongemeinde Vilnius. Von 2003 bis 2005 war er Polizist der Polizei Vilnius. 2007–2011 lehrte  er als Lektor an der Internationalen Hochschule für Recht und Wirtschaft in Vilnius. Danach bis Dezember 2014 leitete Morkūnas die Unterabteilung für Verwaltungstätigkeit und stellvertretender Direktor des Departaments für sichere Stadt der Verwaltung der Stadtgemeinde Vilnius.
Seit dem 12. Dezember 2014 ist er stellvertretender Innenminister Litauens, Stellvertreter von Saulius Skvernelis im Kabinett Butkevičius.
Morkūnas ist Mitglied der Partei „Tvarka ir teisingumas“.